# Ko Phai
Ko Phai (en tailandés: เกาะไผ่ también escrito Koh Pai) es la isla más grande de Mu Ko Phai (หมู่เกาะไผ่), un pequeño archipiélago deshabitado que pertenece a las islas del este del litoral de Tailandia. Se encuentra a unos 21 km al oeste de Pattaya. También es llamada Isla de Bambú,  en algunas fuentes por ser el significado de su nombre en tailandés. Esta isla está situada en el extremo SE de la Bahía de Bangkok, en la parte oriental del Golfo de Siam. Administrativamente Ko Phai pertenece a la Amphoe Bang Lamung, provincia de Chonburi.
Ko Phai es de casi 4 km de longitud y su anchura máxima es de aproximadamente 1,5 km. Es una isla boscosa muy escarpada y una gran parte de su costa está formada por acantilados rocosos. Toda la isla es alta, pero su punto más elevado está a sólo 150 metros y no hay un solo pico que domine por encima de los demás. Hay un faro en la cima de la isla.